# Cassandra Tollbring
Cassandra Isabell Helene Tollbring, född 19 mars 1993 i Rimbo, är en svensk handbollsspelare (mittnia/vänsternia).

## Karriär
Tollbrings moderklubb är Rimbo HK. Klubben har en stor ungdomsverksamhet och lyckades med sin bästa ungdomskull ta sig till elitserien 2009–2010 men där blev det 22 raka förluster och degradering efter en säsong. Sen tappade man sina främsta spelare till andra klubbar.
2012 anslöt Cassandra Tollbring till Team Eslövs IK som då spelade i elitserien. Säsongen 2013/14 var hon med 116 mål på femte plats i skytteligan i elitserien. Hon stod dessutom för 78 assist samma år. Sommaren 2014 bytte hon klubb till ligakonkurrenten H65 Höör.
2017 vann hon sin första titel då H65 Höör tog hem SM-guldet genom att besegra IK Sävehof i finalen. Samma år kom hon på andra plats i skytteligan med 130 mål. Hon fick också spela final i EHF Challenge Cup som klubben dock förlorade. Inför säsongen 2017/18 skrev hon på för norska Larvik HK. Med sin nya klubb var hon med om att besegra H65 i EHF-cupens gruppspel 2018–2019. Sommaren 2018 skadade hon sitt korsband och blev opererad för skadan. Efter att ha rehabiliterat sig lämnade Tollbring Larvik och spelade i Frankrike 2019–2020. Cassandra Tollbring lämnade H65 Höör 2017. 2020 var hon tillbaka och tränade med gamla klubben efter att ha lämnat franska  Bourg de Peage vars hårda träning inte knäet tålde. 2020 återvände hon till norsk handboll och spelade för Storhamar IL 2020 till 2022. Efter säsongslut 2022 återvände hon till H65 Höör. Tollbring väntar barn så säsongen 2023/2024 blir det inget spel i klubben.

### Landslagsuppdrag
Tollbring har spelat 4 ungdomslandskamper och gjort 2 mål 2010–2011. Hon har spelat 6 A-landskamper och gjort 18 mål, senast i VM-kvalmatchen mot Ukraina. Hon gjorde sin debut den 2 juni 2018 i en EM-kvalmatch som Sverige vann stort mot Färöarna.

## Privatliv
Cassandra Tollbrings bror Jerry Tollbring spelar handboll i GOG Håndbold och det svenska herrlandslaget. Hennes far Dick Tollbring är tränare i Rimbo HK och två av hennes andra bröder Ken Tollbring och Jeff Tollbring spelar i klubben.